# دادالهي (مقاطعة فارياب)
دادالهي (بالفارسية: دادالهی) هي قرية تقع في البلدة المركزية في إيران. يقدر عدد سكانها بـ 87 نسمة بحسب إحصاء 2016.